# Kleinhöhenkirchen
Kleinhöhenkirchen ist ein Gemeindeteil der Gemeinde Weyarn im oberbayerischen Landkreis Miesbach.

## Geographie
Der Weiler Kleinhöhenkirchen liegt nördlich des Hauptortes Weyarn. Westlich, nördlich und östlich des Ortes fließt die Mangfall.

## Baudenkmäler
In der Liste der Baudenkmäler in Weyarn sind für Kleinhöhenkirchen vier Baudenkmäler aufgeführt, darunter
- die katholische Filialkirche Mariä Heimsuchung, ein Saalbau mit eingezogenem Chor und Nordturm, dessen Turmunterbau mittelalterlich ist. Der barocke Neubau erfolgte um 1770.